# 马耳他共产党
马耳他共产党（马耳他语：Partit Komunista Malti，缩写为PKM）是马耳他的一个共产主义政党。它成立于1969年。
1987年，马耳他共产党参加大选，仅获得0.1%的选票，没有得到任何议会席位。此后，该党再未参加任何形式的选举。
该党现任总书记是维克托·德乔万尼，他于2004年接替前任安东尼·瓦萨洛。
该党是共产党和工人党国际会议的成员。